# Дома Черинг
Дома Черинг (нар. 1968) — бутанська дипломатка. З 2017 року є постійною представницею Королівства Бутан при ООН у Нью-Йорку.

## Кар'єра
Дома Черинг має ступінь бакалавра мистецтв у Macalester College у Сент-Полі, Міннесота. Згодом розпочала навчання в Centre d'Approches Vivantes des Langues et des Medias у Віші, Франція, і закінчила École Nationale d'Administration (ENA) у Парижі, отримавши диплом з державного управління та міжнародних відносин.
З 1995 по 2000 рік Дома Черинг приєдналася до дипломатичної служби своєї країни та працювала першою секретаркою у постійному представництві Бутану при ООН у Нью-Йорку. Потім обіймала посаду заступниці секретаря у відділі планування політики Міністерства закордонних справ у Тхімпху до 2003 року, де також очолювала відділ Європи та Америки до 2005 року. Потім Черинг працювала радницею, поки не стала заступницею постійного представника при ООН та інших міжнародних організаціях у Женеві з 2007 по 2009 рік. Пізніше перейшла до Державного департаменту, де до 2012 року працювала керівницею департаменту планування політики та директоркою багатостороннього департаменту до 2017 року.
Дома Черинг була призначена постійною представницею Бутану при ООН у 2017 році. 13 вересня Генеральний секретар ООН Антоніу Гутерреш акредитував її.
Дома Черинг має двох дітей.